# Dragon Ball Z: Burst Limit
 (septembre 2017).
Si vous disposez d'ouvrages ou d'articles de référence ou si vous connaissez des sites web de qualité traitant du thème abordé ici, merci de compléter l'article en donnant les références utiles à sa vérifiabilité et en les liant à la section « Notes et références ».
Dragon Ball Z: Burst Limit (ドラゴンボールZ バーストリミット, Doragon bōru zetto: Bāsuto rimitto, littéralement « Dragon Ball Z: Burst Limit ») est un jeu vidéo de combat sur l'univers de Dragon Ball Z développé par Dimps et édité par Namco Bandai sous la banière de Bandai. Le jeu est disponible depuis mi 2008 sur PlayStation 3 et Xbox 360.
Le jeu permet au joueur d'affronter différents personnages contrôlé par l'IA du jeu, ou par un autre joueur à la fois en mode online ou en mode offline en fonction du mode de jeu choisi par les joueurs. Le mode histoire du jeu Z Chronicles donne au joueur la chance de revivre des points clés des trois sagas de l'histoire Dragon Ball. Le jeu est devenu un des jeux les plus populaires de la PlayStation 3 et a été nommé aux Spike Video Game Awards dans la catégorie "Meilleur jeu de combat".

## Améliorations et nouveautés
- Quatre Super Attaques par personnage.
- Mode Histoire s'inspirant de Dragon Ball Z: Budokai avec des cut-scènes, ce dernier s'étalant sur une période allant de l'arrivée de Raditz sur Terre jusqu'à la mort de Cell.
- Graphismes améliorés.
- Possibilité d’appeler un allié à la rescousse, à l'instar de Krilin durant les phases de combat.
- Un mode Online qui permet d'affronter des joueurs du monde entier et de grimper dans les classements officiels.

## Personnages
- Son Goku (normal, Kaioken, Super Saïyen 1)
- Vegeta (normal, Super Saïyen 1)
- Piccolo (normal, super namek)
- Son Gohan enfant (augmentation de potentiel)
- Son Gohan adolescent (normal, Super Saïyen 1 et 2)
- Yamcha
- Ten Shin Han
- Krilin (augmentation de potentiel)
- Raditz
- Nappa
- Reacum
- Ginyû
- Freezer (première forme, deuxième forme, troisième forme, forme finale, 100 % potentiel, Métal Freezer)
- C-16
- C-17
- C-18
- Trunks (normal, Super Saïyen 1, Super Saïyen 1.5)
- Cell (première forme, deuxième forme, forme parfaite, forme super parfaite)
- Saibai-man
- Baddack
- Broly

## Arènes
- Plaine
- Namek
- Espace
- Ring de Cell
- Îles
- Ciel
- Namek Dévastée
- Terre Dévastée